# Olimpiada Ivanova
Olimpiada Vladimirovna Ivanova (in russo Олимпиада Владимировна Иванова?; Munsjuty, 26 agosto 1970) è un'ex marciatrice russa, fino al 1991 sovietica, campionessa mondiale ed europea della specialità.

## Biografia
Nel 1997 la Ivanova giunse seconda ai Mondiali di Atene, ma venne trovata positiva al controllo antidoping, e per questo privata della medaglia d'argento e squalificata per 2 anni dalla IAAF.
Nel corso della sua carriera ha vinto 4 medaglie nelle principali manifestazioni. La prima medaglia d'oro fu vinta ai Mondiali di Edmonton 2001, con il tempo di 1h27'48". Nel 2002, l'anno seguente, vinse un altro oro agli Europei di Monaco di Baviera.
Ai Giochi olimpici di Atene 2004 era la favorita numero uno per conquistare l'oro ma dovette accontentarsi della medaglia d'argento, sconfitta dalla greca Athanasia Tsoumeleka, che per questo successo (il primo nella marcia per la Grecia) divenne una sorta di eroina in patria. Ivanova concluse la gara con soli 4 secondi di svantaggio e la delusione per lei fu molta.
Si riprese molto bene in ogni caso nel corso dei Mondiali di Helsinki 2005 dove vinse l'oro e conquistò anche il record mondiale.

## Palmarès
| Anno                                     | Manifestazione    | Sede        | Evento          | Risultato | Prestazione | Note                  |
| ---------------------------------------- | ----------------- | ----------- | --------------- | --------- | ----------- | --------------------- |
| In rappresentanza dell' Unione Sovietica |                   |             |                 |           |             |                       |
| 1986                                     | Mondiali juniores | Atene       | Marcia 5 000 m  | 15ª       | 25'01"87    |                       |
| In rappresentanza della Russia           |                   |             |                 |           |             |                       |
| 1997                                     | Mondiali          | Atene       | Marcia 10 000 m | dq        | dq          |                       |
| 2001                                     | Mondiali          | Edmonton    | Marcia 20 km    | Oro       | 1h27'48"    | Record dei campionati |
| 2002                                     | Europei           | Monaco      | Marcia 20 km    | Oro       | 1h26'42"    |                       |
| 2003                                     | Mondiali          | Saint-Denis | Marcia 20 km    | dnf       | dnf         |                       |
| 2004                                     | Giochi olimpici   | Atene       | Marcia 20 km    | Argento   | 1h29'16"    |                       |
| 2005                                     | Mondiali          | Helsinki    | Marcia 20 km    | Oro       | 1h25'41"    | Record mondiale       |
| 2007                                     | Mondiali          | Osaka       | Marcia 20 km    | dnf       | dnf         |                       |

## Altre competizioni internazionali
1997
- Argento in Coppa del mondo di marcia ( Poděbrady), marcia 10 km - 41'59"

2002
- Argento in Coppa del mondo di marcia ( Torino), marcia 20 km - 1h28'57"

2006
- Argento in Coppa del mondo di marcia ( La Coruña), marcia 20 km - 1h27'26"